# Виру (провинция)
Виру (исп. Provincia de Virú) — одна из 12 провинций региона Ла-Либертад в северной части Перу. Административный центр — город Виру.
Расположена на побережье Тихого океана в долинах рек Виру и Чао. Занимает площадь 2 655,75 км².
Площадь — 3 214,54 км², что составляет 12,96% региона Ла-Либертад.
Население в 2007 г. составляло 76 710 человек.
Создана 5 января 1995 г.
Административно разделена на 3 округа:

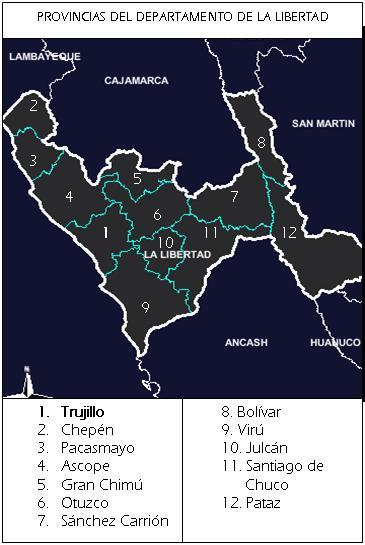
Административное деление региона Ла-Либертад. Провинция Виру обозначена под № 9

- Виру (исп. Viru)
- Чао (исп. Chao)
- Гвадалупито (исп. Guadalupito)

Климат — тропический.